# Ryōma Nishimura
Ryōma Nishimura (japanisch 西村 竜馬 Nishimura Ryōma; * 2. Juli 1993 in Ina) ist ein japanischer Fußballspieler.

## Karriere
Nishimura erlernte das Fußballspielen in der Jugendmannschaft von Albirex Niigata in Niigata. Seinen ersten Vertrag unterschrieb er 2012 bei Albirex Niigata. Der Verein spielte in der höchsten Liga des Landes, der J1 League. Im März 2012 wurde er an den brasilianischen Verein GE Mauaense ausgeliehen. 2013 wurde er an das Japan Soccer College ausgeliehen. 2014 wurde er an den Azul Claro Numazu ausgeliehen. 2016 kehrte er zu Albirex Niigata zurück. Für den Verein absolvierte er neun Erstligaspiele. Im August 2017 wurde er an den Zweitligisten Montedio Yamagata ausgeliehen. Für den Verein absolvierte er 12 Ligaspiele. 2019 wechselte er zum Viertligisten Veertien Mie. 2020 wechselte er zu Toho Titanium SC.